# Mercure de France
Mercure de France, anteriormente chamado Mercure galant, foi uma revista francesa fundada no ano de 1672 e extinta em 1965, após várias equipes editoriais.
Em espírito, o Mercure galant seguiu o Mercure françois fundado por Jean Richer e Estienne Richer no início do século XVII e foi publicado de 1611 a 1648, se tornando a primeira revista francesa a ver a luz do dia.

## História do jornal

### Mercure galant(1672-1724)
O Mercúrio em questão é o deus romano do comércio e dos ladrões, o mensageiro dos deuses, que a tradição clássica acabou confundindo com o deus grego Hermes, o deus protetor.
O Mercure galant foi fundado por Jean Donneau de Visé e dirigido por ele sozinho até sua morte em 1710. A primeira publicação foi feita em 1672, de forma trimestral, só a partir de 1677 se tornou mensal. O Mercure galant tem como objetivo informar o público sobre os mais diversos assuntos e publicar poemas ou contos. Esta publicação desfruta de um privilégio real. As primeiras edições do Mercure galant contendo várias histórias verídicas foram editadas por Claude Barbin, entre 1672 e 1674 e formavam seis volumes.
A publicação foi retomada em janeiro de 1677 sob o título de Nouveau Mercure galant, tornando-se novamente o Mercure galant entre fevereiro de 1678 e abril de 1714. De 1678 a 1685, um suplemento trimestral, o Extraordinaire du Mercure galant  foi adicionado aos periódicos mensais, e neles são relatam eventos particulares. Entre 1680 e 1709, Jean Donneau de Visé juntou forças com Thomas Corneille. Em junho de 1710 a redação é assumida por Charles du Fresny. Em 5 de março de 1683, Edme Boursault deu ao teatro a peça Mercure galant ou a Comédia Sem Título.
Um total de 488 volumes foram publicados entre 1672 e 1710 sob a direção de Donneau de Visé.
A revista continuou a ser publicada após a morte de seu fundador, primeiro com Charles Dufresny até abril de 1714, com 44 volumes.
Foi retomado em outubro de 1714, sob o título Nouveau Mercure galant, dirigido por Lefebvre de Fontenay que o abandonou em outubro de 1716, publicando entretanto um suplemento muito notado em outubro de 1715, intitulado Diário histórico de tudo o que aconteceu desde os primeiros dias da doença de Luís XIV..., comunicado pelo Marquês de Dangeau.
Em janeiro de 1717, o abade Pierre-François Buchet reviveu o título até maio de 1721 com o nome de Le Nouveau Mercure, introduzindo uma nova tipografia.

### PrimeiroMercure de France(1724-1823)

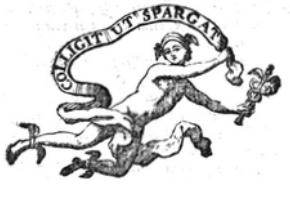
Marca do jornal como aparece na página de título em 1749.

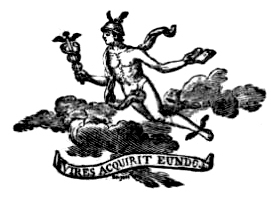
Marca do jornal como aparece na página de título em 1812. Esta marca foi adquirida pela Vallette em 1890.

Com a aquisição de Antoine de La Roque, o jornal mudou de título no mês de junho de 1724 e tornou-se o Mercure de France, dedicado ao rei . A revisão abre para as melhores peças selecionadas da literatura.
Louis Fuzelier o dirige de 1745 a setembro de 1752, depois foi o acadêmico Louis de Boissy até 1758 e, finalmente, em agosto, Jean-François Marmontel assumiu a direção, que lhe foi retirada no início do ano de 1760, tendo este último, a tendência a exagerar certos fatos. Ele foi substituído pelo tradutor de inglês Pierre-Antoine de La Place .
De 1768 a 1778, Le Mercure foi propriedade de Jacques Lacombe, que fazia parte da redação desde 1761, e o revendeu ao editor Charles-Joseph Panckoucke. Jean-François de La Harpe foi seu editor por vinte anos, associado a Jacques Mallet du Pan, este último desenvolvendo os aspectos políticos, substituindo Joseph-Gaspard Dubois-Fontanelle. Panckoucke manteve a gestão até 1798. Durante os primeiros anos da República, sob a direção de Jean-Jacques Lenoir-Laroche, encontramos Marmontel, Julien Louis Geoffroy, Cabanis, Antoine-Alexandre Barbier.
Herdeiro de Panckoucke, Henri Agasse revendeu o título em 1799 ao filho do livreiro Cailleau que publicou 40 edições. Em 1800, o modelo foi transformado, a direção passou para Jean-Baptiste Esménard e a impressão foi confiada a Pierre Didot: Fontanes, La Harpe, Morellet, Bourlet de Vauxcelles tentam reavivar a revista numa linha conservadora e católica que quer estar próxima do Império.
Em setembro de 1807, a revista se fundiu por ordem do imperador com La Décade Philosophique, jornal ideologicamente oposto ao Mercure. Os anos de 1814 e 1815 são caóticos e um lançamento de fórmula semanal falha, então o título é interrompido até julho de 1819. A recuperação é assegurada por Roquefort que emprega em particular Pierre-Joseph Briot, e assina "Bourg Saint-Edme". Chateaubriand o possuiu por um tempo, até 1807 .
A empresa está passando por dificuldades de publicação. Uma associação de escritores da oposição liberal é formada e vai fundar o Mercure du XIX e século, enquanto o Mercure de France deixou de ser publicado em 1825 .

### SegundoMercure de France(1835-1882)
Em 1835, o Mercure de France foi ressuscitado. Dirigido pelo Sr. Piquée, colocado sob a égide editorial de Samuel-Henri Berthoud e impresso por Auguste Desrez O novo Mercure de France aparece pela primeira vez mensalmente em fevereiro de 1835 e ficou até janeiro de 1837. É então integrado diretamente no final das edições mensais do Musée des familles, do qual se torna um simples suplemento gratuito em novembro de 1844. Em 1846, foi novamente terceirizado, desta vez para ser impresso nas páginas internas das pastas de entrega do Museu das Famílias. Em 1882, depois que Charles Delagrave comprou o Museu das Famílias, a seção do Mercure de France persistiu, mas foi reduzida a um artigo simples, banal e insignificante.

### TerceiroMercure de France(1890-1965)

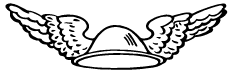
Nova marca de diário de 1897 : o capacete alado do deus Mercúrio.

Em janeiro de 1890, a revista literária do Mercure de France foi refundada por Alfred Vallette e sua esposa Rachilde, com um grupo de amigos cujos encontros aconteciam no café de la Mère Clarisse: Jean Moréas, Ernest Raynaud, Jules Renard, Remy de Gourmont, Louis Dumur, Alfred Jarry, Albert Samain, Saint-Pol-Roux, George-Albert Aurier e Julien Leclercq: a geração simbolista .
Esta revista só foi possível com o que se chamava na altura "A Segunda Plêiade" lançado por Rodolphe Darzens em 1886, que acolheu muitos jovens poetas, futuros colaboradores do Mercure. Alfred Vallette tomará o poder ali e o transformará em um novo Mercure de France  .
De acordo com André Billy  :
C’est Louis Dumur qui, un soir de la fin de 1889, au café François Ier avait eu avec Édouard Dubus et Gabriel-Albert Aurier la conversation d’où résulta la résurrection du très ancien Mercure de France. Les trois jeunes gens tombèrent d’accord pour proposer à Vallette la direction de la nouvelle revue. Après un quart d’heure de réflexion, Vallette accepta et alla chercher Albert Samain et Louis Denise, qui amena Remy de Gourmont, son collègue à la BNF. Jean Court [1867-1933] fut recruté par Dubus, Julien Leclercq par Aurier, Ernest Raynaud par Dumur et Jules Renard par Raynaud. L’assemblée constitutive se tint au Café Français, près de la gare Saint-Lazare, et le 25 décembre 1889 parut le premier numéro du Mercure de France, daté de janvier 1890. Que de fois, au cours de nos réunions des Soirées de Paris, René Dalize ne devait-il pas nous rappeler l’exemple du Mercure ? Hélas, les Soirées de Paris n’eurent pas leur Alfred Vallette !
Ela gradualmente ganhou reconhecimento e logo desenvolveu um departamento de publicação de livros, Edições do Mercure de France em 1893. Mallarmé, Remy de Gourmont e Heredia publicam alguns textos inéditos. Tornou-se quinzenal em 1905.
Georges Duhamel substitui Vallette, falecido em setembro de 1935, tendo os sucessos deste autor permitido à revista sair ilesa da crise de 1929. Deram lugar a Jacques Bernard, que a partir de 1941 comprometeu a revista ao foi condenado em 1945 a cinco anos de prisão. Duhamel, principal acionista da casa, confiou então a revisão ao lutador da resistência Paul Hartman: é ele quem hospeda textos de Henri Michaux, Pierre Reverdy, Pierre Jean Jouve, Louis-René des Forêts e Yves Bonnefoy, além do Diário de Paul Léautaud .
Em 1958, as edições Gallimard compraram as edições Mercure de France, cuja gestão foi confiada a Simone Gallimard. A revista cessou a publicação no final de 1965.

### Volumes disponíveis online (1672-1791)
- Mercure galant, de 1672 a 1674 em Gallica, a biblioteca digital da BnF .
- Mercure galante, de 1678 a 1682 na Gallica .
- Gallant Mercury, de 1672 a 1709
- Mercure galant, de 1710 a 1714
- Novo Mercure galant, de 1714 a 1716
- Novo Mercúrio, de 1717 a 1721
- Mercúrio, de 1721 a 1723
- Mercure de France, de 1724 a 1778
- Mercure de France em Gálica .
- Mercure de France, de 1778 a 1791

### Volumes disponíveis online (1835-1836)
- Mercure de France, de 1835 e 1836 em Gallica .

### Volumes disponíveis online (1890-1935)
- Mercure de France 1890-1935 em Gallica